# Carles Escolà Sánchez
Carles Escolà Sánchez (Sabadell, 12 de julio de 1978) es un político español, alcalde de Sardañola del Vallés de 2015 a 2019.

## Biografía
Candidato de Compromís per Cerdanyola a las elecciones municipales del 24 de mayo de 2015, fue elegido alcalde de Sardañola el 13 de junio de 2015, cargo que ejerció hasta el 15 de junio de 2019.
Carles Escolà nació en 1978 en Sabadell, (pero vivía en Badia, en aquel momento Ciudad Badia) donde estudió en el Colegio La Sardana, posteriormente en el Instituto CE Ramar de Sabadell y más tarde en la UAB donde cursó estudios de Ingeniería Informática.
Su actividad política la inició a los 25 años en Cerdanyola como militante de Esquerra Unida i Alternativa, hasta 2008. Posteriormente participó de la creación del Compromís per Cerdanyola, que más tarde se aliaría con la CUP de Cerdanyola para conseguir la alcaldía de la ciudad en 2015  Su vida profesional comenzó en el año 2000 como consultor-programador externo a Barla Plastics SA, donde se integró en plantilla en 2002. La empresa posteriormente ha cambiado de nombre a Quinn Plastics SAU y actualmente Polycasa SA.
Dos semanas después de la celebración de las elecciones municipales españolas, cuyos resultados imposibilitaron a Escolà revalidar la alcaldía, el entonces alcalde anunció en rueda de prensa el 6 de junio de 2019 que renunciaba a su puesto como concejal y decidía abandonar la primera línea política de la ciudad.
Escolà fue la quinta persona que ostentó la alcaldía de la ciudad desde la recuperación de la democracia.